# Edmund Hirst
Edmund Langley Hirst (21 de julio de 1898, Preston, Lancashire - 29 de octubre de 1975, Edimburgo), fue un químico británico, miembro de la Royal Society y de la Orden del Imperio Británico.
Fue jefe del departamento de química orgánica de la Universidad de Edimburgo desde 1959 a 1964.
También fue Presidente de la Sociedad Real de Edimburgo entre 1959-1964.
Asistió a Norman Haworth en 1934, cuando se convirtió en el primero en sintetizar la Vitamina C.